# مايكل وليامز (مؤلف)
مايكل وليامز (بالإنجليزية: Michael Williams)‏ (17 ديسمبر 1952، لويفيل في الولايات المتحدة - 1967)؛ روائي أمريكي.